# كوماركا ثيوداد رودريجو

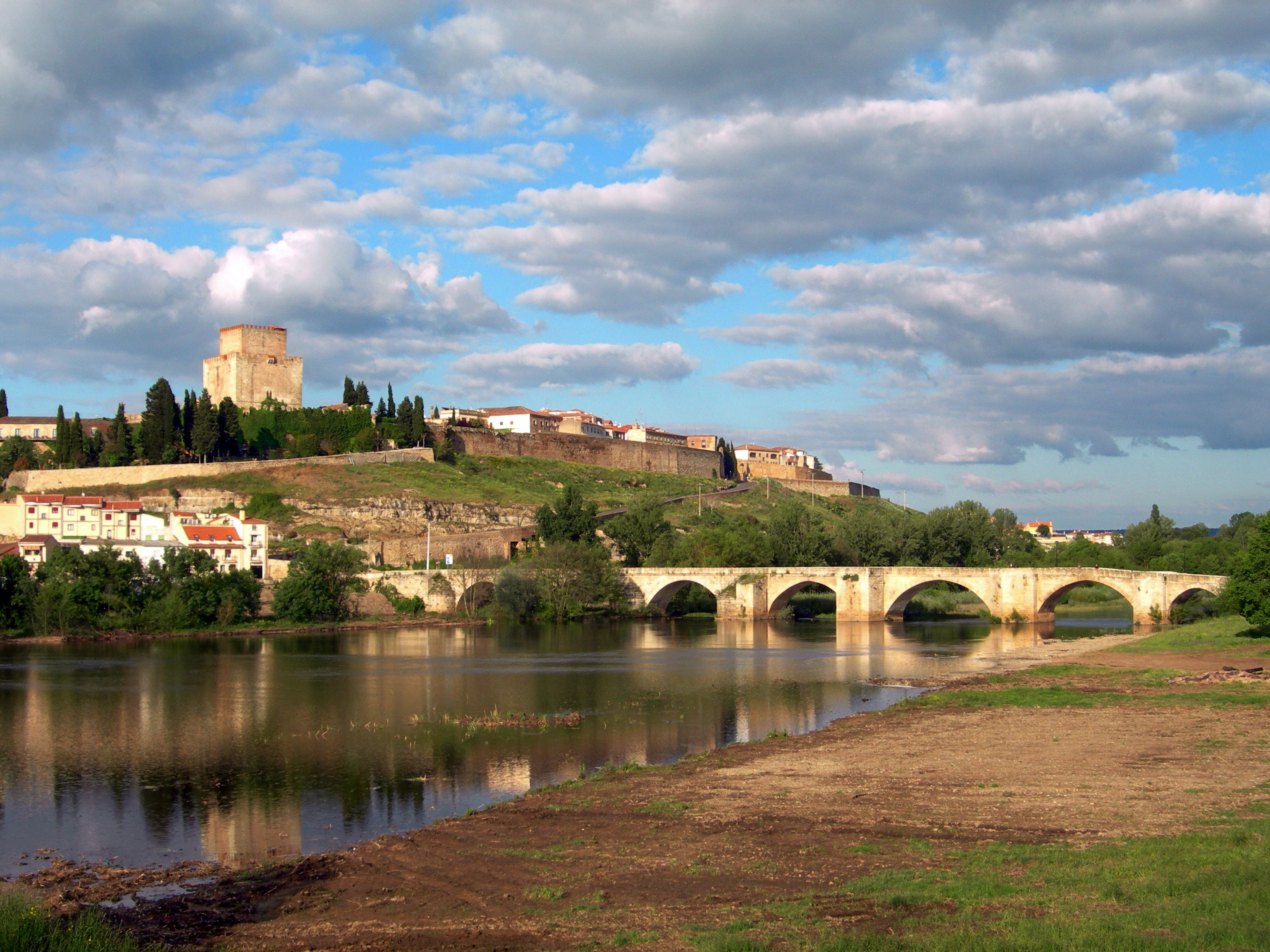
أرض ثيوداد رودريجو العاصمة الإقليمية.

تقع كوماركا ثيوداد رودريجو أو كما تُعرف بأرض ثيوداد رودريجو (بالإسبانية: Comarca de Ciudad Rodrigo)‏ في الجنوب الغربي لمقاطعة سلامنكا، التابعة لمنطقة الحكم الذاتي قشتالة وليون. لا تتوافق حدودها مع التقسيم الإداري، ولكن مع ترسيم الحدود الجغرافية الأرضية والتاريخية- التقليدية. وتتألف من الكوماركات الفرعية لكل من لوس أجادونس، كامبو دي أرجانيان وكامبو ديل ييلتيس وكامبو دي روبليدو، إضافة إلى ثيوداد رودريجو.